# Drewerd
Drewerd of Drewerderhof is een behuisde wierde  bij Garrelsweer in de gemeente Eemsdelta.
Het bestaat uit drie kleine wierden uit de Romeinse tijd, die slechts gedeeltelijk aaneengegroeid zijn. De naam betekent 'drie wierden'. De boerderij Drewerderhof was oorspronkelijk in het bezit van de hoofdelingenfamilie Rengers, maar kwam in 1490 door een grondruil in handen van het Klooster Ter Apel. Een zekere Frederic to Drywart wordt genoemd in 1411.